# James Hetfield
James Alan Hetfield (Downey, 3 de agosto de 1963) é um músico americano que atualmente é vocalista principal, guitarrista, cofundador e principal compositor da banda de heavy metal Metallica (juntamente com Lars Ulrich). No ano de 2004, James foi considerado o melhor guitarrista base de heavy metal de todos os tempos pela revista Guitar World, e em 2010 considerado pela MusicRadar o 12º melhor vocalista de todos os tempos.

## Biografia
James Hetfield foi criado numa família norte-americana tradicional, seguidores rigorosos da Ciência Cristã, cujos valores começaram a ser questionados por ele durante a adolescência, o que criou vários conflitos com seu pai, Virgil Hetfield, que era camionista. James voltaria à fé somente em meados da década de 1990. Sua mãe, Cynthia, foi cantora lírica quando jovem, e ajudou James em seus primeiros passos na música quando ele era criança. Virgil saiu de casa quando James tinha treze anos (1977) e não voltou mais. James voltou a manter contato com seu pai somente depois do lançamento do Black Album, mas disse em uma entrevista que achou o comportamento do pai inapropriado, pois ele só o procurava para assinar certos 'papéis'.
Cynthia morreu de câncer ainda jovem após recusar receber tratamento, por acreditar que a cura viria através da fé em Deus, e não de remédios, conforme pregava a doutrina religiosa que seguia. O episódio afetou James profundamente que, anos mais tarde, viria a expressar o sentimento em músicas como "The God That Failed" ("O Deus Que Falhou") e "Until It Sleeps" ("Até Que Durma"). Foi casado com a argentina Francesca Hetfield (separaram-se em 2022) e o casal teve 3 filhos, Cali Hetfield (nascida em 18 de outubro de 1998), Castor Hetfield (nascido em 18 de Maio de 2000) e Marcella Hetfield (nascida em 17 de abril de 2002).
Na adolescência, James Hetfield era tímido. Mas de acordo com uma entrevista dada por uma ex-namorada dele, Hetfield se soltava quando subia num palco. Isso se devia provavelmente ao fato de a música ser o melhor e preferido jeito que Hetfield encontrou para expressar todos os sentimentos reprimidos que foram obtidos através das dificuldades passadas em sua infância.

## Música

### Primeiras bandas
James iniciou seu contato com a música aos 9 anos, quando teve aulas de piano, pouco tempo depois, também aprendeu a tocar bateria antes de partir para a guitarra. Anos mais tarde, já no final de sua adolescência, James começa a dedicar-se totalmente à música e forma a sua primeira banda chamada Obsession, inspirados por bandas como Black Sabbath, UFO, Aerosmith, Motorhead e Thin Lizzy. A banda era formada pelos irmãos Veloz no baixo e bateria, Jim Arnold na guitarra e Hetfield no vocal. Seus amigos Ron McGovney e Dave Mass cumpriam o papel de roadies. Os Obsession tocavam em apresentações na escola, e já começavam a compor as suas primeiras letras, mas sem muito sucesso. As pequenas plateias (quando tinham) preferiam covers, o que irritava James.
Entretanto, James mudou-se para Brea, uma cidade situada também na Califórnia, e foi estudar para o Brea Olinda High School, onde conheceu o baterista Jim Mulligan. Os dois entretinham-se a ensaiar na escola, durante a hora do intervalo aterrorizando os seus colegas com a sonoridade pesada que praticavam. Um dia, encontraram um colega de escola, Hugh Tanner, a passear com uma guitarra destruída, surgiram então os Phantom Lord, banda constituída por James Hetfield na guitarra e vocal, Jim Mulligan na bateria e Hugh Tanner na guitarra. O baixo ficou assegurado por diversos músicos, até que James terminou o ensino secundário e regressou à cidade de Downey.
De volta à sua localidade de origem, James foi morar com seu amigo Ron McGovney, em uma casa que pertencia aos pais de Ron e que estava em vias de ser demolida. Tratava-se do local ideal para ambos darem largas à sua arte, para ensaiarem e fazerem barulho sem serem incomodados. Entretanto, James convenceu o amigo a tocar baixo. Surgiu assim a terceira banda liderada por James: os Leather Charm. Neste grupo, James Hetfield era vocalista, Ron McGoveny assegurava o baixo, enquanto Hugh Tanner e Jim Mulligan mantinham os mesmos instrumentos que tocavam na banda anterior. Os Leather Charm tocavam em alguns clubes noturnos e ainda conseguiram gravar uma fita demo. Depois disso, a banda começou a separar-se, primeiro foi Hugh Tanner que abandonou o projeto, tendo sido substituído por Troy James. Mais tarde, o baterista Mulligan decidiu participar de uma banda com estilo mais progressivo. Com a falta de um baterista, James e seus companheiros finalmente decidiram dissolver o Leather Charm.

### Metallica

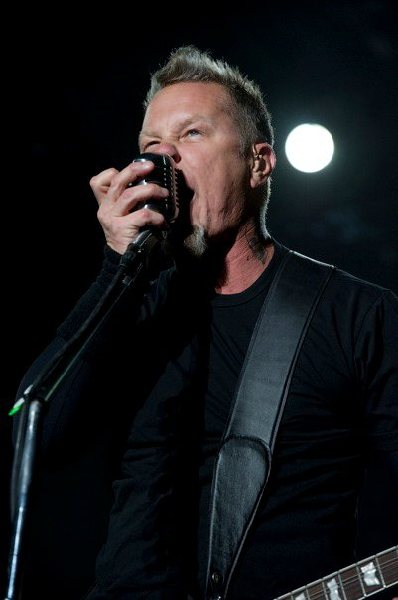
James Hetfield em um show México em 2010.

Nos primórdios da banda, o Metallica experimentou várias formações de vocal; além disso, James também tocava guitarra. Algumas das opções consideradas incluíam um outro guitarrista, tendo John Roads como guitarrista solo e John Bush do Armored Saint (que mais tarde se juntaria ao Anthrax) como vocalista. Hetfield afirmou numa entrevista em 1989 para a revista Spin que a banda queria o ex-vocalista do Misfits, Glenn Danzig, mas não deixou claro se Danzig chegou a ser contactado pela banda. Finalmente, a banda foi formada com James Hetfield (guitarra e vocal), Lars Ulrich (bateria), Dave Mustaine (guitarra) e Ron McGovney (baixo). De 1981 a 1983, o estilo de vida errático de Mustaine ocasionou problemas de relacionamento entre ele e o resto da banda. Uma briga em questão, ficou famosa. Quando Dave Mustaine trouxe seu cão para um ensaio, o cão achou o carro de Ron McGovney, e arranhou todo o painel frontal. James chutou o cachorro de Mustaine, e os dois começaram a discutir, até que ambos chegaram às vias de fato trocando socos. Em seguida Ron pulou em cima de Dave, que o jogou contra a parede. Então o despediram mas no dia seguinte ele foi perdoado. Em outro caso Mustaine chegou a derramar cerveja no baixo de McGovney, o que fez com que ele levasse um choque elétrico ao ligar o baixo e por pouco não se machucasse mais seriamente. Hetfield e Ulrich acabaram por ejetar Mustaine da banda por causa de seus excessos com bebida, e recrutaram o guitarrista Kirk Hammett da banda Exodus no mesmo dia. Mustaine foi mandado de volta para casa numa viagem de 4 dias de ônibus e acabou formando o Megadeth.
Até meados da década de 1990, Hetfield gravava todas as bases de guitarra do Metallica. Apenas no álbum Load, de 1996, Hammett passou a também gravar bases. Hetfield também gravava alguns solos, como o de "Nothing Else Matters", o solo de "Whiskey in The Jar", o solo final de "The Outlaw Torn", o segundo de "To Live Is to Die", o segundo de "Orion", o primeiro interlúdio de "Master of Puppets", o primeiro e o segundo solo de "Suicide & Redemption", o segundo de "Welcome Home (Sanitarium)", o primeiro de "The Day That Never Comes", o primeiro de "That Was Just Your Life" e, junto com Kirk Hammett, o solo final de "One". Ele também escreve a maioria das harmonias de guitarra, bem como escreve as letras, melodias vocais e co-arranjar as músicas com Ulrich.
Hetfield se envolveu em muitos incidentes em palco, sendo o mais conhecido o da pirotecnia no Estádio Olímpico de Montreal, em turnê conjunta com o Guns N' Roses, em 8 de agosto de 1992, ele acidentalmente entrou na área destinada a parte das chamas químicas que estavam programadas para incendiar em "Fade to Black". A guitarra o protegeu da força da explosão, entretanto, o fogo envolveu o lado esquerdo de seu corpo, queimando sua mão, seu braço, sobrancelha, rosto e cabelo. Ele sofreu queimaduras de segundo e terceiro graus, mas voltou aos palcos 17 dias depois, com o guitarrista John Marshall (ex técnico de guitarra de Hammett e membro da banda Metal Church) tocando em seu lugar, durante quatro semanas, até que ele se recuperasse totalmente. John Marshall também substitui James em algumas ocasiões na década de 1980, quando o frontman feriu o braço em acidentes de skate. No ano 2000 durante a Summer Sanitarium Tour, James não pode comparecer a 3 shows por causa de um acidente de jet ski, na ocasião ele foi substituído por Kid Rock.
James travou sua maior batalha, nesses últimos anos, contra o seu maior vício: o álcool. Durante a gravação do álbum St. Anger, James entrou num processo de reabilitação. Esse fato e outros problemas encontrados pela banda nos últimos anos pode ser visto mais detalhadamente no DVD Some Kind of Monster.

## Equipamento
Guitarras

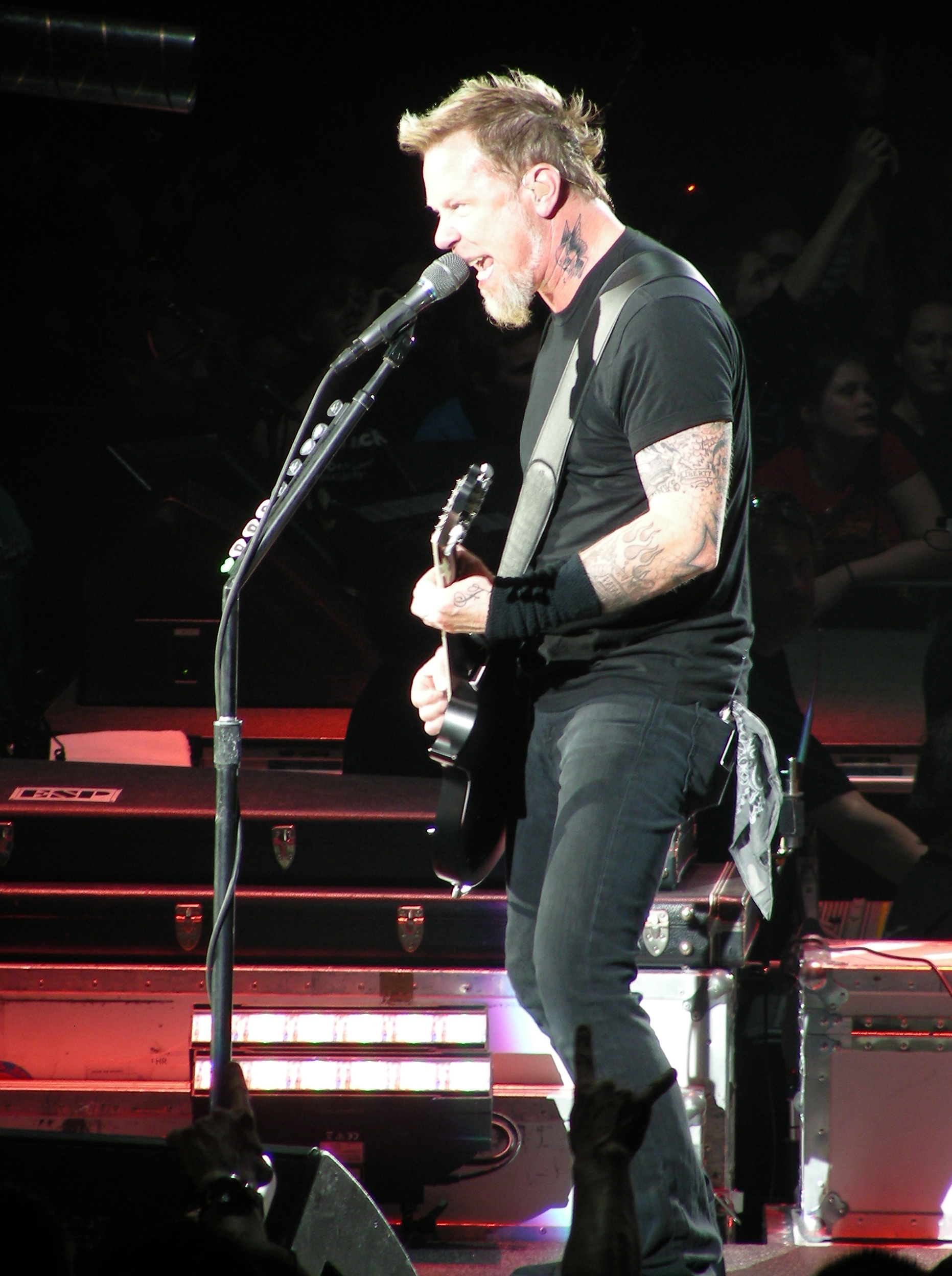
James Hetfield em performance com o Metallica durante a World Magnetic Tour, em um show realizado em Rotterdam na Holanda, no ano de 2009.

James Hetfield tem sido um dos principais patrocinados pelo fabricante de guitarras ESP desde a década de 1990, sendo conhecido pelo constante uso de guitarras do modelo Explorer. As guitarras que ele usava, entretanto, eram fabricadas sob medida para ele pela ESP, com captadores activos EMG 81 e 60. No começo da carreira, sua principal guitarra foi uma Flying V, usada quase exclusivamente até meados de 1984, quando ele mudou para o modelo Explorer. Sua primeira guitarra foi uma cópia barata de uma Gibson V, de cor branca.
Na década de 1990 a ESP começou a produzir os primeiros modelos com a assinatura de James Hetfield. Já foram produzidos um total de seis modelos diferentes. James, entretanto, geralmente usa guitarras da Gibson e de outros fabricantes, apesar do seu patrocínio pela ESP.
Ele usa cordas Ernie Ball Power Slinky e Skinny Top Heavy Bottom, com espessura partindo de .10-.52 na afinação padrão e mais grossas em afinações mais baixas, com palhetas Dunlop Ultex Sharp .90mm. James usa um transmissor wireless Shure.
Atualmente James tem "Signature series" da marca ESP que sempre o seguiu durante a sua carreira no Metallica, uma delas é a cobiçada "Iron cross". Disponível em quantidades limitadas apenas para 2009, a ESP James Hetfield Signature "Iron Cross" foi usada na World Magnetic Tour. Foi necessário um meticuloso esforço para a recriação de todas as nuances da guitarra original de James, acrescentando algumas novas características para fazer uma "signature" verdadeiramente única.
A "Iron Cross" é idêntica ao do instrumento que James realmente toca e tem acabamento e hardware "desgastados", e ainda desgaste no braço e escala. A Cruz de Ferro tem um braço colado de maple em um corpo de mogno / maple, com captadores ativos EMG.
Essa série é tão limitada que James tem apenas 1, essa guitarra foi inspirada em uma Gibson Les Paul 1974 que James havia feito uma customização semelhante.
Outra é a ESP "Truckster" contendo na cor preta, e na cor prata. James usou essa guitarra na gravação do clipe da música "The day that never comes". Essa guitarra há na versão original ESP, com melhorias e também com a segunda linha da ESP, a LTD com uma versão mais barata.

### Amplificadores
Ao longo da carreira, James usou uma grande quantidade de amplificadores. Nas gravações do Kill 'Em All e no Ride the Lightning, ele usou amplificadores Marshall, ocasionalmente usando algum efeito. No Master of Puppets, ele e Kirk Hammett compraram um Mesa Boogie Mark IIC+, e desde então James tem usado bastante os amplificadores Mesa Boogie.
Nos últimos anos ele tem usado os novos amplificadores da Diezel.
James costuma usar mais de um amplificador diferente para criar seus timbres. Em shows, o som é predominantemente dos Mesa Boogie, mas em estúdio ele utiliza uma variedade de combinações de diferentes amps, que são mixados para se obter o timbre final.
Seu timbre limpo vem de um Roland Jazz Chorus JC-120.

## Efeitos
James teve vários problemas de pedais danificados em apresentações ao vivo e durante turnês, por isso ele passou a reunir todos os efeitos e processadores em um rack. James não controla os efeitos no palco — seu roadie é quem troca os efeitos e os amps num pedalboard ao lado do palco, numa sequência combinada durante os ensaios.

## Discografia
- Kill 'Em All (1983)
- Ride the Lightning (1984)
- Master of Puppets (1986)
- ...And Justice for All (1988)
- Black Album (1991)
- Load (1996)
- ReLoad (1997)
- Garage Inc. (1998)
- S&M (1999)
- St. Anger (2003)
- Death Magnetic (2008)

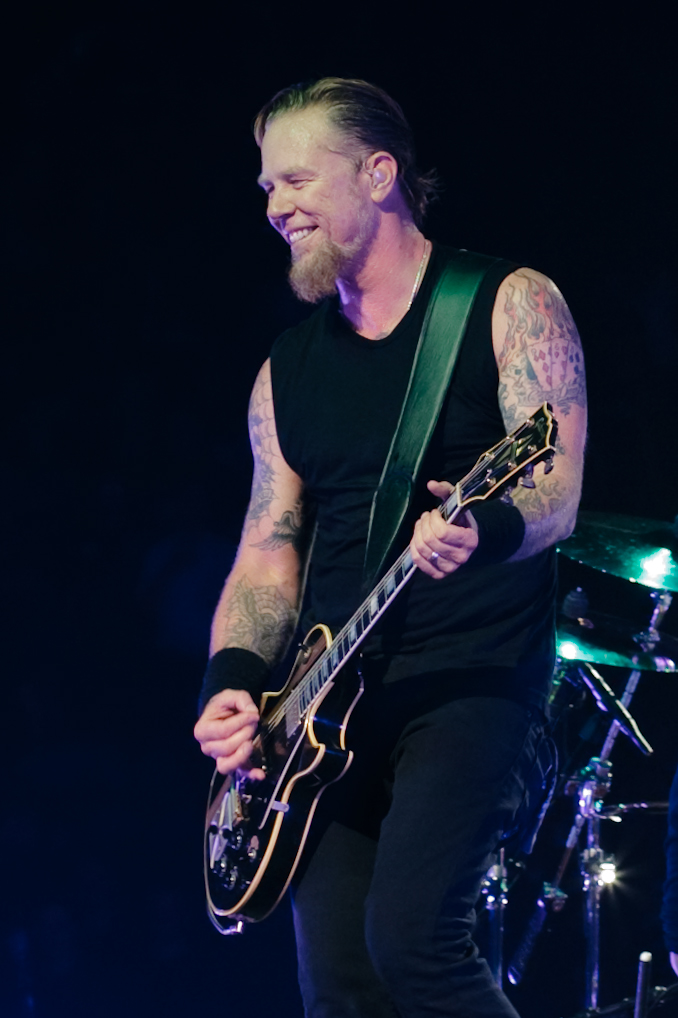
Hetfield em 2008.

- Hardwired...to Self-Destruct (2016)
- 72 Seasons (2023)

## Aparições
- James fez backing vocals na música "Would" da banda Alice In Chains, durante o evento Rock Am Ring, em junho de 2006.
- James regravou uma versão para a música "Don't You Think This Outlaw Bit's Done Got Out of Hand", de Waylon Jennings, a canção faz parte do álbum I've Always Been Crazy: A Tribute to Waylon Jennings.[3]
- James criou a canção "Hell Isn't Good" para o filme South Park: Bigger, Longer & Uncut.
- James e o guitarrista Kirk Hammett do Metallica participaram da série de desenho animado Space Ghost Coast to Coast, no 11º episódio "Jacksonville", da 3ª temporada.[4]
- James e a banda Gov't Mule gravaram a música "Drivin' Rain" para a compilação do álbum NASCAR on Fox: Crank It Up.[5]
- James juntamente com os membros do Metallica aparecem na série Os Simpsons, no 1º episódio "O Mook, o Chef, Sua Mulher e Seu Homer" da 18ª temporada.[6]
- James e os outros integrantes do Metallica aparecem no filme The Darwin Awards.[7]
- James fez backing vocals em duas músicas do Danzig, "Possession" e "Twist of Cain".
- James apareceu em um episódio do Celebrity Deathmatch da MTV, na ocasião ele mata o vocalista do Limp Bizkit, Fred Durst.[8]
- James fez backing vocal na música "Man or Ash" da banda Corrosion of Conformity.[9]
- James participou do premiado documentário “Absent”, do diretor Justin Hunt. A produção que aborda as crises causadas pelo abandono paterno e os impactos negativos refletidos na sociedade.
- Ele apareceu também no game para Xbox 360, Playstation 3, Wii e Playstation 2 Guitar Hero: Metallica, junto dos outros membros da formação atual da banda.
- James e o Metallica apareceram em um episódio de South Park "Christian Rock Hard", 9º episódio da 7ª temporada.[10]
- James e Robert Trujillo do Metallica tiveram uma aparição (Apenas com DLC) surpresa como personagens jogáveis no game Tony Hawk's Pro Skater HD.
- James interpretou o policial Bob Hayward no filme Extremely Wicked, Shockingly Evil and Vile.